# Patara
Pátara (likijsko 𐊓𐊗𐊗𐊀𐊕𐊀, Pttara), kasneje preimenovana v Arsinoe (grško starogrško Ἀρσινόη, Arsinón),  je bila cvetoče mesto in trgovsko središče na jugozahodni sredozemski obali Likije v bližini sedanjega majhnega turškega mesta Gelemiş v Provinci Antalya. Patara je rojstno mesto sv. Nikolaja, ki je večino življenja preživel v bližnji Miri (Demre).

## Zgodovina
Pataro je v lepem naravnem pristaniščem po legendi ustanovil Apolonov sin Patarus. Mesto je stalo 60 stadijev jugozahodno od izliva reke Ksantos (Eşen Çayı). V antiki je bilo znano po Apolonovem templju in preročišču, drugem najslavnejšem za Delfi. Bog Apolon je pogosto omenjen z nadimkom Patareus. Herodot  pravi, da je preročišče delovalo samo določen del leta. Njegovo trditev potrjuje Servij, ki pravi, da je delovalo samo v šestih zimskih mesecih. Zgleda, da so se v Pataro priselili Dorci s Krete in da je bil kult Apolona zagotovo dorski. Antični pisci omenjajo Pataro samo kot eno od glavnih likijskih mest. Bila je glavno pristanišče Likije in eno od glavnih mest Likijske zveze s tremi volilnimi glasovi.
Mesto se je skupaj z drugimi likijskimi mesti leta 333 pr. n. št. vdalo Aleksandru Velikemu. Med vojnami diadohov (322-275 pr. n. št.) sta mesto opupirala Antigon I. Enooki in nato Demetrij I. Makedonski, potem pa je pripadlo Ptolemejcem. Strabon poroča, da je Ptolemej Filadelf Egiptovski mesto povečal in  po svoji ženi in sestri Arsinoji II. Egiptovski preimenoval v  Arsinoe (Arsinoë). Mesto je kljub temu obdržalo svoje staro ime. Pataro je leta 196 pr. n. št. zasedel Antioh III. Likijo je kasneje kot nagrado dobil Rodos, zato je kot rimska zaveznica leta 167 pr. n. št. dobila svobodo. Leta 88 pr. n. št. je Pataro oblegal pontski kralj Mitridat IV., med kampanjo proti Marku Antoniju in Avgustu pa sta jo okupirala Mark Junij Brut in Gaj Kasij Longin. Mesto ni doživelo pokola, kakršnega je doživel bližnji Ksantos. Patara je bila leta 43 n. št. uradno priključena k Pamfiliji in vključena v Rimsko cesarstvo.
Patara  je bila pokristjanjena zelo zgodaj.  Znana so tudi imena nekaterih škofov.
V Novi zavezi je omenjena  kot mesto, v katero je z Rodosa priplul Pavel iz Tarza (apostol Pavel) in iz njega odplul v Fenicijo. V Patari je bil okoli leta 280 rojen Nikolaj iz Mire, bolj znan kot sveti Nikolaj.

## Ruševine
Ruševine mesta ležijo ob sredozemski obali malo vzhodno od reke Ksantus. Med njimi  so na severni strani majhnega griča odkrili in izkopali rimsko gledališče, tempelj in globoko okroglo votlino nenavadnega videza, v kateri bi lahko bil sedež preročišča. Mestno obzidje je obdajalo dokaj veliko površino. Njegov potek je lahko sledljiv. Povsem viden je tudi tloris gradu, ki je obvladoval pristanišče, in položaj več stolpov mestnega obzidja.  Izven obzidja so številni prazni kamniti sarkofagi. Na večini njih so nagrobni napisi. Znotraj mestnega obzidja so templji, oltarji, podnožja spomenikov in fragmenti kipov. Staro pristanišče je še vidno, vendar je zamočvirjeno, delno zasuto in zaraščeno z grmovjem. Gledališče je bilo zgrajeno med vladavino Antonina Pija (vladal 138-161 n. št.). Njegov premer je 80,5 m in ima približno 30 vrst sedežev. V mestu so tudi ruševine term, ki so bile zgrajene med vladavino cesarja Vespazijana (vladal 69–79 n. št.).
- Galerija
- Pogled na ostanke mesta z vrha gledališča
- Delno obnovljena glavna ulica
- Patarska plaža

## Zgodovina izkopavanj
Leta 1993 je bil v Pateri izkopan rimski miljnik Stadiasmus Patarensis, spominski steber, na katerem je napis  v grškem jeziku, posvečen cesarju Klavdiju, in uraden zapis, da je ceste v provinci Likiji in Pamfiliji  zgradil guverner Kvint Veranij Nep. Na stebru so napisana imena mest in razdalje do njih, se pravi da je tudi nekakšen javen itinerarij. Miljnik je razstavljen na vrtu Antaljskega muzeja.
Ruševine  poletnih mesecih vsako leto  izkopavajo skupine turških arheologov. Konec leta 2007 je je bil izkopan ves pesek iz gledališča in nekaj drugih zgradb. Ob glavni cesti so bili delno restavrirani in znova postavljeni stebri. Izkopavanja so pokazala, da so zgradbe v zelo dobrem stanju.

## Turizem
Patara ima razen ruševin tudi slavno 18 km dolgo peščeno plažo, ki je sestavni del turške riviere.